# 奧巴島
奧巴島（Ambae）是太平洋島國瓦努阿圖的島嶼，面積154平方英里，最高點海拔高度1,496米，主要經濟農作物有椰子核和可可豆，島上居民少於10,000人。
15°24′0″S 167°50′0″E / 15.40000°S 167.83333°E